# Al Schnier
Al Schnier (9 de janeiro de 1968), um dos guitarristas do grupo musical Moe.